# إد كوين
آرثور إدوارد (بالإنجليزية: Ed Quinn)، من مواليد 26 فبراير 1968م، وهو ممثل سينمائي أمريكي، شارك في عدة أفلام ومنها فيلم هاوس أوف ذا ديد 2.

## مصدر
1. ↑  Internet Movie Database (بالإنجليزية), QID:Q37312
2. ↑  Ed Quinn - IMDb نسخة محفوظة 20 أغسطس 2017 على موقع واي باك مشين.

## وصلات خارجية
- إد كوين على موقع IMDb (الإنجليزية)
- إد كوين على موقع ميتاكريتيك (الإنجليزية)
- إد كوين على موقع روتن توميتوز (الإنجليزية)
- إد كوين على موقع ألو سيني (الفرنسية)
- إد كوين على موقع أول موفي (الإنجليزية)
- إد كوين على موقع إن إن دي بي (الإنجليزية)
- إد كوين على موقع قاعدة بيانات الفيلم (الإنجليزية)
- إد كوين على موقع كينوبويسك (الروسية)
- إد كوين في دليل التلفاز
- Interview at SciFiDimensions
- Profile at Celebrity.Money